# Isogonoceraia divergipennis
Isogonoceraia divergipennis är en insektsart som beskrevs av White och Hodkinson 1980. Isogonoceraia divergipennis ingår i släktet Isogonoceraia och familjen rundbladloppor. Inga underarter finns listade i Catalogue of Life.